# Nanni di Baccio Bigio
Nanni di Baccio Bigio, né Giovanni di Bartolommeo Lippi (Florence, 1511 - Rome, 1568), est un architecte italien de la Renaissance.

## Biographie
Bien qu'artiste de l'école florentine, Nanni di Baccio Bigio travaille surtout à Rome où il construit le Palazzo Salviati alla Lungara dans le style de Giuliano da Sangallo.
Il dirige les travaux de restructuration du Château Saint-Ange et du pont Æmilius et dresse la Porta del Popolo.
Il termine le Palazzo Sacchetti, via Giulia, et travaille aux fortifications de Fano et de Civitavecchia.
Il participe à la construction du Palazzo Del Monte (it) près de Monte San Savino et, toujours dans le même bourg de la province d'Arezzo, réalise les Logge dei Mercanti, sur le projet d'Andrea Sansovino, érige la Porte florentine, cette fois sur le projet de l'architecte Giorgio Vasari, décorée avec la fresque de la Madonna delle Vertighe tra Santi.
Il établit les plans de l'église du Gesù dont la construction est confiée à Vignole bien plus tard.
Il réalise pour le compte des Médicis :
- le Palazzo Lante (en)
- la Villa Médicis qu'il commence à bâtir vers 1564, sur l'emplacement des anciens jardins de Lucullus, pour le cardinal Giovanni Ricci (1498-1574), originaire de Montepulciano. À sa mort en 1568, son fils l'architecte Annibale Lippi (en) qui l'assistait, reprend le chantier.